# Angelo Negri
Angelo Negri (ur. 19 listopada 1889 w Tres, zm. 13 listopada 1949) – włoski duchowny rzymskokatolicki, wikariusz apostolski Nilu Równikowego (1934-1949). 